# Французская колода
Французская колода — вариант 54-карточной колоды, используемый для традиционных карточных игр (например, бридж).
Она развилась в XV веке, предположительно из немецкой колоды, путём упрощения. Более дешёвые в изготовлении карты вскоре распространились в Центральной Европе. Начиная с Тридцатилетней войны она стала заменять немецкую колоду на севере и западе Германии. Появление игр, где требуется больше карт, чем в других колодах, способствует распространению французской колоды по всему земному шару.
- 52 основные карты характеризуются одной из четырёх мастей (двух цветов) и одним из 13 значений.
- 2 специальные карты, так называемые джокеры, обычно различающиеся по рисунку.

Стандартная колода из 54 карт, атласный рисунок

Во многих играх используются урезанные варианты стандартной колоды:
- 52 карты (без джокеров),
- 36 карт («русская» колода, значения начинаются с шестёрок),
- 32 карты (преферансная колода, значения начинаются с семёрок)
- и др.

## История
Игральные карты прибыли в Европу из Египта около 1370 года, первое же упоминание на территории Франции датируется в 1377 году. Французский знак различия мастей был получен из немецких мастей около 1480 года.